# Tuborg Havn

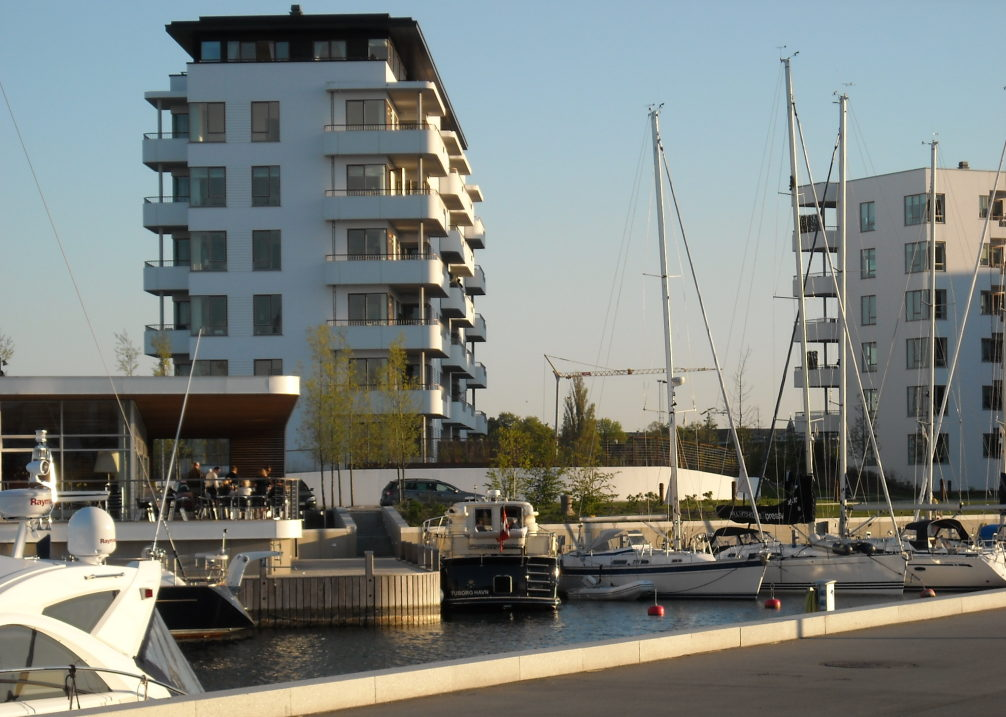
Tuborg Havn, 2009

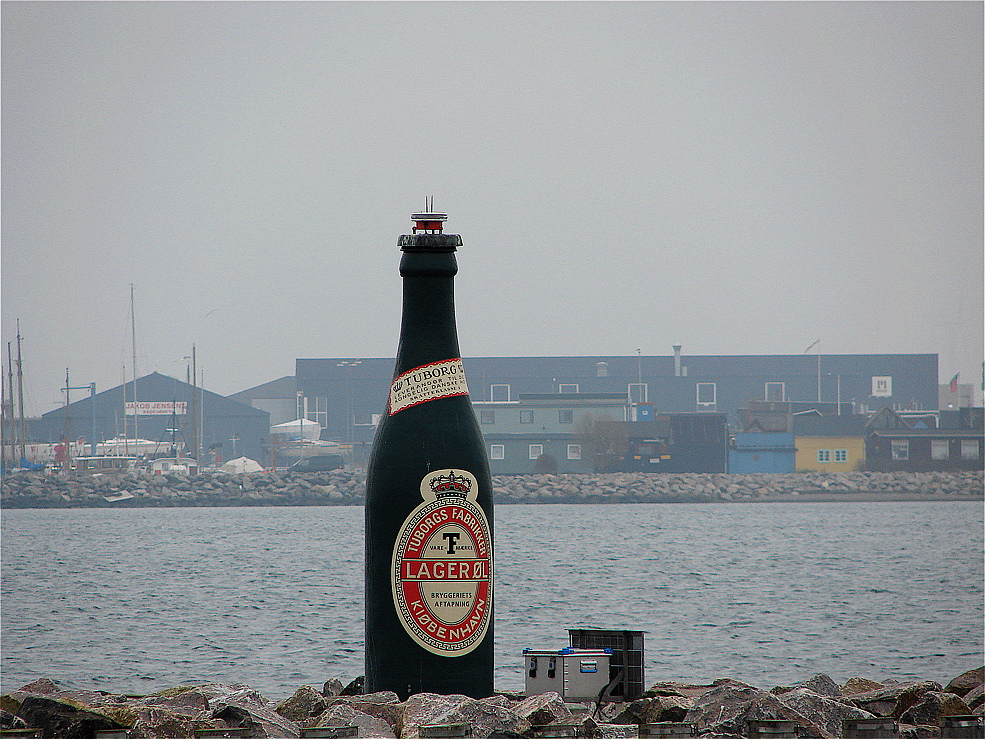
Hamnfyrarnas utformning avspeglar hamnens bakgrund som industrihamn för bland annat Tuborgbryggerierna

Tuborg Havn är en småbåtshamn i Hellerup i Gentofte kommun norr om Köpenhamn, i norra delen av Svanemøllebugten i Öresund. Hamnen fungerade tidigare som industrihamn och färjehamn, inte minst för trafik till och från Landskrona). 
Hamnen anlades 1869−1872 som ett led i etableringen av A/S Tuborgs Fabriker. Tuborg Havn drivs idag (2016) av Kongelig Dansk Yachtklub. Hamnen har ett vattendjup på 5,5 meter i den yttre hamnbassängen och 4,5 meter i den inre.
Tuborg Havn används även som namn på ett företags- och bostadsområde som uppförts i området efter att Tuborgbryggeriet där lades ned 1996.